# Гібульд
Гібульд (д/н — між 470 та 477) — перший відомий володар Алеманського королівства. Ім'я з алеманської мови перекладається як «Пишний подарунок».

## Життєпис
Про походження Гібульд відсутні якійсь відомості. 451 року після поразки гунського володаря Аттіли в битві на Каталаунських полях на чолі одного з племен алеманів ставрухатися на звільнені землі. До 454 року захопив області навколо Аргенторату (сучасний Страсбург). В подальшому зайняв міста Діжон, Лангр і Безанзон, але був зупинений бургундами, які були федератами Західлної Римської імперії. 457 року біля озера Вербана алемани зазнали поразки від імператора Майоріана. Поступово Гібульд об'єднав алеманські племена, що були послаблені боротьбою з гунами, франками та римлянами.
Втім державні інституції в королівстві формувалися повільно. Гібульд на чолі військ продовжував здійснювати граюіжницькі походи на сусідів, в чому бачив головне джерело накопичення статків. Особливо постраждали області Реція і Норик. Сильно від нападів постраждало місто Пассау. У 469 або 470 році, коли алеманни на чолі з Гібульдом збирадлися знову напасти на це місто, Северин Норикський зустрівся з королем Гібульдом. Вражений король алеманів висловив Северина повагу, обіцяючи виконати будь-яке прохання «святого чоловіка». Северин зажадав від Гібульда утримуватися від нападів на землі Норика і звільнити всіх римлян, які перебували в полоні у алеманів. Хоча король і дав на це згоду, проте він довгий час не виконував свою обіцянку. Можливо, це було викликано опором алеманської знаті. Лише після відправки Северином до резиденції Гібульда диякона Амантія король звільнив близько 70 римлян з Норика, а пізніше ще «безліч» полонених з Реції. Розповідь про подібне звільнення Гібульдом полонених галло-римлян з єпархії Труа міститься також в житії святого Лупа.
У 477 році напади на Норик і Рецію поновилися. Причини цьому невідомі. Висловлюється припущення, що на той час Гібульд помер. Крім того достеменно невідомо чи дожив Гібульд до 496 року, коли в битві при Толбіаку салічні і ріпуарські франки знищили алеманську армію, а потім й саме Королівство алеманів. Низка дослідників вважає, що Гібульд був ще тоді живий. Втім більшість погоджується з тим, що з кінця 470-х років трон обіймав 
Лодханрий, родич Гібульда.